# Löneskillnader mellan män och kvinnor
Löneskillnader mellan män och kvinnor finns i de flesta länder, där timlönen generellt är lägre för kvinnor. Detta beskrivs av bland andra FN, USA:s regering och Europeiska kommissionen som uttryck för ojämställdhet och diskriminering. Löneskillnader delas ofta upp i ett ojusterat respektive justerat lönegap, där det sistnämnda bland annat tar hänsyn till kvinnors yrkesval, olika slags avbrott i karriären (delvis på grund av föräldraledighet) och högre andel deltidsarbete. Den könsmässiga löneskillnaden har generellt minskat på senare år, inte minst i länder med mer uttalad jämställdhetspolitik. I en del av dessa länder finns dock en större könsuppdelning på arbetsmarknaden, något som ibland benämns "jämställdhetsparadoxen".

## Definitioner och förklaringar

### Två lönegap
Det ojusterade lönegapet är den genomsnittliga totala löneskillnaden mellan män och kvinnor. Det påverkas till stor del av att kvinnor och män ofta gör olika yrkes- och livsstilsval, får olika befattningar, har olika utbildning och arbetstid och uppvisar olika personlighetsdrag och intressen. Det betydligt mindre justerade lönegapet är löneskillnaden vid liknande arbete, befattning och utbildning, och det kallas ibland oförklarat lönegap. Eftersom det inte går att kontrollera och kompensera för alla lönepåverkande faktorer, såsom arbetets svårighets- och farlighetsgrad, så ger inte statistiken svar på om det oförklarade lönegapet beror på lönediskriminering eller på faktorer som inte mäts.
Det ojusterade lönegapet förklaras till stor del av vertikal segregering, det vill säga av att färre kvinnor än män gör karriär inom sitt yrke. Gapet beror även på horisontell segregering, det vill säga olika yrkesval och på ett lägre löneläge i många kvinnligt dominerade yrken jämfört med manligt dominerade yrken med liknande utbildningsnivå. Det finns dock exempel på yrken som både fått bättre och sämre löneutveckling efter att andelen kvinnor i yrket har ökat. Detta har skett trots att män oftare söker sig bort från yrken som har haft dålig löneutveckling. En stor andel kvinnor arbetar inom den relativt lågavlönade offentliga sektorn, medan många män arbetar inom den mer välbetalda privata sektorn. Unga kvinnor utan barn kan ha högre inkomster än unga män.
Andra viktiga faktorer är att kvinnor arbetar färre timmar, oftare är sjukskrivna, är hemma oftare för vård av sjukt barn, arbetar mindre övertid och oftare hoppar av karriären. Detta kan delvis bero på att kvinnor tar ut mer av föräldraledigheten, gör mer obetalt arbete i hemmet, vårdar släktens äldre och sjuka och väljer yrken där deltidstjänster är vanliga. Dessa skillnader i livsstilsval bidrar till skillnader i mäns och kvinnors livslön, liksom i pensionsnivån senare i livet, och förorsakar att fler kvinnor än män riskerar att bli fattigpensionärer. Detta gäller inte minst i länder som Sverige där många äldre kvinnor lever i ensamhushåll och där insamlad allmän pension – samt i regel även tjänstepension – utgör enskild egendom vid skilsmässa och bodelning.

### Förklaringar
Vad denna segregering beror på, och om skillnader i livsstils- och yrkesval enbart beror på kulturella faktorer eller även på biologiska skillnader, är föremål för debatt bland sociologer, ekonomer och biologer. Förespråkare för solidarisk lönepolitik betraktar löneskillnaderna som en social orättvisa och eftersträvar jämställdhet och lika lön för yrken med liknande utbildningskrav och efterfrågan. Förbättrad barnomsorg och åtgärder för att fler kvinnor ska studera naturvetenskap och teknik har presenterats som åtgärder för förbättrad jämställdhet och ekonomisk tillväxt.
Debatten har även belyst  "jämställdhetsparadoxen". Denna visar på att vissa kulturellt jämställda länder – exempelvis Sverige – har en mer könsmässigt segregerad arbetsmarknad än mindre kulturellt jämställda länder.

## Historik
Lika lön för lika arbete ansågs vara en viktig fråga redan 1919 av ILO (internationella arbetsorganisationen). Det var dock inte förrän 1951 ILO kunde samla sig till likalönekonvention nummer 100 som krävde lika lön för lika arbete åt män och kvinnor. Denna konvention bekräftades av Sverige år 1962, efter att LO och SAF kom överens om att rekommendera sina förbund att ta bort kvinnolönerna ur avtalen.
Redan år 1945 försvann kvinnolönerna från den svenska statens områden. Den då gällande jämställdhetslagen som rådde i Sverige hade förbud mot könsdiskriminering bland annat vad gäller löner.

## Statistik

### Sammanfattning
Sammanfattningsvis var den ojusterade skillnaden mellan mäns och kvinnors medianårslön 18,8% av männens medianlön bland OECD-länder år 1996, men minskade till 12,8% år 2018. I Sverige hade den ojusterade skillnaden mellan medianlöner en topp på 12,8% år 1998, och har sjunkit till 7,6 % år 2019. Skillnaden mellan medelårslöner är högre, i Sverige 16,8% år 2005 och 9,9% år 2019. Inom EU var den ojusterade skillnaden mellan mäns och kvinnors medelårsinkomst 17,5% år 2008.
Korrigerar man för yrke försvinner mellan 60 och 80 procent av det ojusterade lönegapet. Det som återstår kallas det oförklarade, vägda eller justerade lönegapet och beror av bransch och hur man mäter. Det är nära 0 % i några amerikanska och svenska studier, där man har tittat på specifika branscher eller kompenserat för ytterligare lönepåverkande könsskillnader. Det har totalt varit mellan 4,2% och 7% i Sverige för samtliga branscher under de senaste decennierna, beroende på när mätningen genomfördes. Se nedan.
Skillnaden i livsinkomst (som även förorsakas av olika mängd arbetad tid) är 25% eller i genomsnitt 3,6 miljoner kronor mellan en man och en kvinna i Sverige.[källa behövs] Skillnader i livsinkomst får långtgående konsekvenser för äldre människors levnadsstandard. Inom EU har 20,1% av kvinnorna och 14,9% av männen över 65 år en inkomst lägre än fattigdomsgränsen, det vill säga en skillnad på 5,2 procentenheter. Skillnaden är avsevärt större i Sverige, där 23,6% av kvinnorna över 65 riskerar fattigdom jämfört med 10,4% av männen, det vill säga en skillnad på 13,2 procentenheter.

### OECD-länder
Följande tabell visar skillnaden mellan mäns och kvinnors medianlöner i procent av männens median vid heltidsarbete, enligt OECD-statistik. Statistiken har inte justerats för skillnader i utbildning och yrke.
| Land           | Ojusterat lönegap 2016-2019 (%) |
| -------------- | ------------------------------- |
| Australien     | 12                              |
| Belgien        | 4                               |
| Chile          | 13                              |
| Colombia       | 4                               |
| Costa Rica     | 5                               |
| Cypern         | 16                              |
| Danmark        | 5                               |
| Estland        | 17                              |
| Finland        | 19                              |
| Frankrike      | 12                              |
| Frankrike      | 8                               |
| Grekland       | 6                               |
| Island         | 13                              |
| Israel         | 23                              |
| Italien        | 6                               |
| Japan          | 23                              |
| Kanada         | 18                              |
| Kroatien       | 8                               |
| Malta          | 11                              |
| Mexico         | 19                              |
| Nederländerna  | 13                              |
| Norge          | 5                               |
| Nya Zeeland    | 7                               |
| OECD - Totalt  | 13                              |
| Polen          | 11                              |
| Portugal       | 12                              |
| Rumänien       | 3                               |
| Schweiz        | 15                              |
| Slovakien      | 14                              |
| Storbritannien | 16                              |
| Sverige        | 8                               |
| Sydkorea       | 32                              |
| Tjeckien       | 15                              |
| Tyskland       | 15                              |
| Ungern         | 5                               |
| USA            | 18                              |
| Österrike      | 15                              |

### USA
Vad gäller det justerade lönegapet (löneskillnader för liknande arbete) i USA fann U.S Bureau of Labor Statistics i början av 1980-talet att män och kvinnor som hade samma titel och samma typ och omfattning av ansvar uppbar samma ersättning. En longitudinell studie av ingenjörer från 1980-talet fann att bland män och kvinnor som började samtidigt, arbetade i jämförbara tjänster, med liknande erfarenhet, träning, sjukfrånvaro och familjesituation fanns inga statistiskt signifikanta skillnader i lön om de examinerats efter 1972, men skillnader fanns för dem som examinerats tidigare.
Runt 1950-talet visade U.S. Census Bureau att lönegapet mellan män och kvinnor som aldrig varit gifta var mindre än 2% och i åldersgruppen 45-54 tjänade ogifta kvinnor 6 % mer än de ogifta männen. År 1969 visade American Council on Education att kvinnliga professorer som aldrig varit gifta tjänade 145% av vad männen tjänade. Dessa historiska resultat ligger helt i linje med en genomgång av 50-studier gjord av United States Department of Labor som konstaterade att det ojusterade lönegapet mycket väl i sin helhet kan förklaras genom korrigeringar för individuella val. Denna metastudie drar slutsatsen att det ojusterade lönegapet inte bör användas som underlag för att rättfärdiga korrigerande åtgärder.

### Sverige
| Undersökning (inkomstår) grupp | löneskillnad                                         | Justerad löneskillnad                        | Faktorer kompenserade för | Faktorer ej kompenserade för (exempel) |
| --- | ---------------------------------------------------- | -------------------------------------------- | --- | --- |
| Meyerson & Petersen 1990 - Arbetare - Tjänstemän | 12,2% 27,2%                                          | 1,4% 5%                                      | befattning (280 för tjänstemän & 1849 för arbetare), arbetsplats, region, löneslag (utfallsrelaterad respektive fast lön), arbetstid, anställningstid (deltid/heltid), arbetets svårighetsgrad | utbildning, ålder, erfarenhet, produktivitet, meriter, kompetens, motivation, produktivitet, sjukskrivning, övertid (betalt/obetalt), jour och beredskap, VAB, föräldraledighet, arbetets svårighetsgrad, sociala färdigheter (ex. förhandlingsförmåga, samarbetsförmåga, attityd), antal år i företaget, antal jobbyten, branschspecifika utbildningar etc. |
| Landstingsförbundet 2002 - Landstinget | 29%                                                  | 1%                                           | yrke (SSYK 96?), utbildning, arbetsplats | (se Medlingsinstitutet 2015 nedan) + ålder, arbetstid |
| Svenskt Näringsliv 2004 - Arbetare - Tjänstemän - Totalt | 21,9% 10,6% 14,4%                                    | 6,5% 2,2% 4,8%                               | yrke (SSYK 96), ålder, utbildning (SUN 2000), företag | (se Medlingsinstitutet 2015 nedan) |
| Svenskt Näringsliv (Totalt arbetare/tjänstemän) - 2005 - 2010 - 2015                                                                                             | 13,7% 13,2% 11,1%                                    | 5,3% 4,9% 3,9%                               | 355 yrken (SSYK 96), från 2014 används en modifierad version av SSYK 2012, ålder, arbetsgivare, utbildning (SUN 2000), arbetstid                                                               | (se Medlingsinstitutet 2015 nedan). En mer finfördelad yrkesindelning bidrar till en förminskad uppskattning av den "oförklarade" löneskillnaden jämfört med Medlingsinstitutet |
| Arbetsgivarverket (statsanställda) - 2000 - 2010 - 2015 | 17,7% 13,9% 7,8%                                     | 1,8% 1,4% 0,9%                               | Bygger på BESTA som innehåller: arbetstid (heltid/deltid), chefskap, arbetets svårighetsnivå och innehåll, myndighet, utbildningsnivå, ålder, anställningstid, region                          | (se Medlingsinstitutet 2015 nedan). En mer finfördelad yrkesindelning bidrar till en förminskad uppskattning av den "oförklarade" löneskillnaden jämfört med Medlingsinstitutet |
| SCB (Samtliga sektorer) - 1996 - 2006 - 2015 | 17% 16% 13%                                          | 8% 8% 6%                                     | sektor, ålder, utbildning, arbetstid | (se Medlingsinstitutet 2015 nedan) + yrke (vilket enligt medlingsinstitutet brukar förklara runt 50 % av den "oförklarade" löneskillnaden) |
| Medlingsinstitutet(Standardvägning totalt) - 2005 - 2010 - 2014 - 2019                                                                                           | 16,3% 14,3% 13,2% 9,9%                               | 6,8% 5,9% 5,8% 4,2%                          | 355 yrken (SSYK 96) men från 2014 används SSYK 2012, ålder, arbetsgivare, utbildning, arbetstid                                                                                                | (se Medlingsinstitutet 2015 nedan) |
| Medlingsinstitutet 2015 (Standardvägning) - Privat sektor - Arbetare - Tjänstemän - Offentlig Sektor - Kommun - Landsting - Staten - Totalt - Total (Regression) | 11,9% 10,3% 18,3%' 12,0% 4,6% 22,4% 7,3% 12,5% 13,4% | 5,7% 3,1% 5,7% 2,1% 0,4% 3,9% 4,2% 4,6% 4,2% | 429 yrken (SSYK 2012), sektor, ålder, 9 utbildningsinriktningar (SUN 2000), arbetstid, företagsstorlek, deltid/heltid                                                                          | meriter, kompetens, motivation, produktivitet, sjukskrivning, övertid (betalt/obetalt), jour och beredskap, VAB, föräldraledighet, arbetets svårighetsgrad, sociala färdigheter (ex. förhandlingsförmåga, samarbetsförmåga, attityd), antal år i företaget, antal jobbyten, branschspecifika utbildningar, löneslag (utfallsrelaterad respektive fast lön). Yrkesindelningen är dessutom "grov" och "omfattar yrken med vitt skilda arbetsuppgifter, kvalifikationskrav och ansvarsgrad". Utbildningsvariabeln är "grov". Individuella förhandlingar där högre lön kan ha bytts mot flexiblare arbetstid, mer semester, högre pensionsavsättningar etc. |

Medlingsinstitutet, som ansvarar för Sveriges officiella lönestatistik, skriver i sin rapport från 2014 att både den ojusterade och justerade löneskillnaden har minskat under åren, främst till följd av minskad yrkessegregering och ändrad struktur på arbetsmarknaden, men även till följd av större löneökning till kvinnligt dominerade yrken i den centrala avtalsrörelsen.

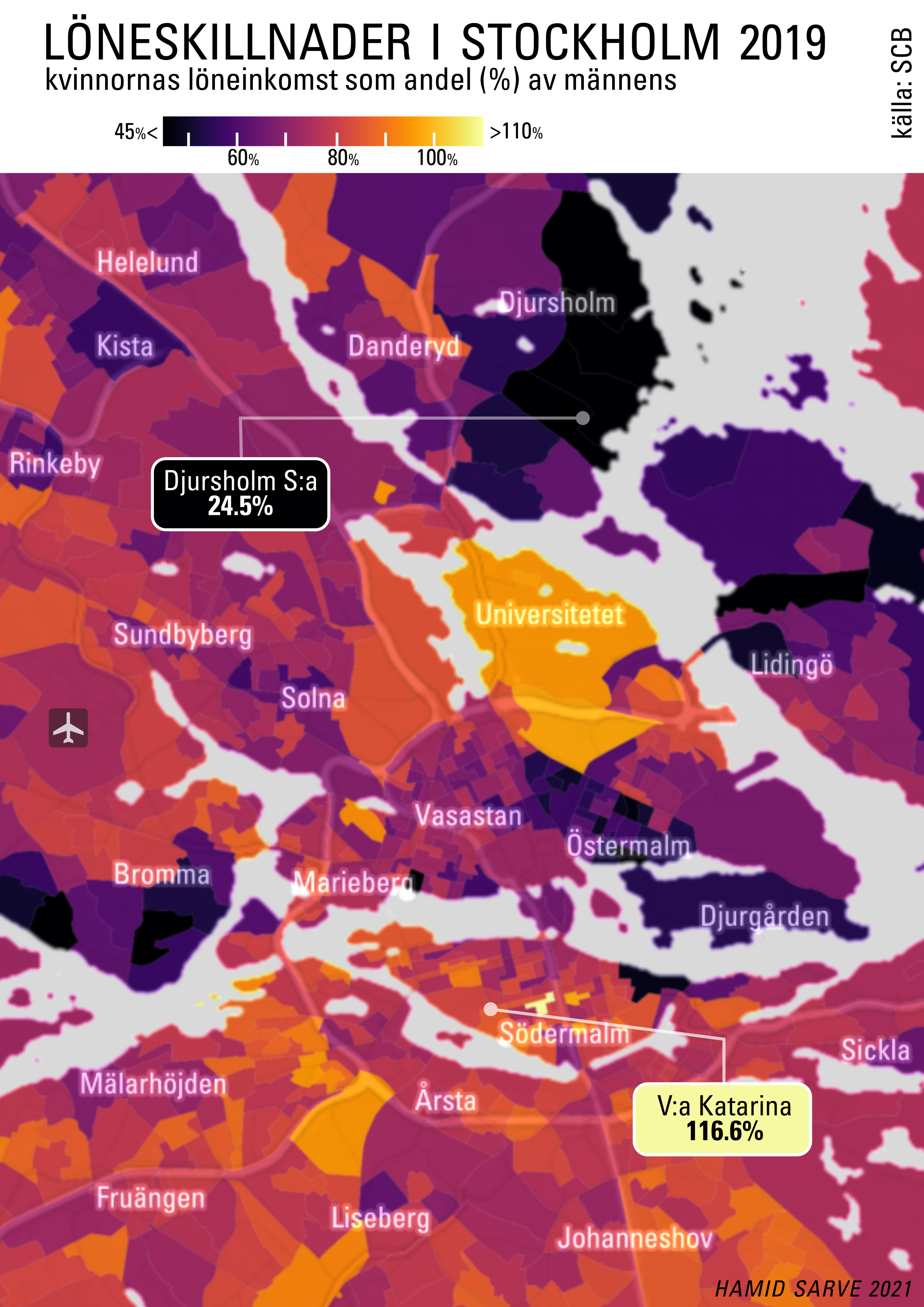
Kvinnornas löneinkomst som andel (%) av männens i Stockholm, inkomstår 2019.

I princip alla svenska undersökningar visar att män tjänar något mer i genomsnitt än kvinnor i samma yrke, men att det finns vissa yrken där kvinnor, i vissa åldersgrupper, tjänar mer än män. Skillnaden är endast runt en procent om man justerar för att fler män än kvinnor är chefer. En studie av tarifflön inom transportsektorn visar att skillnaden mellan kvinnors och mäns löner inom det området är mindre jämfört med genomsnittet på arbetsmarknaden.

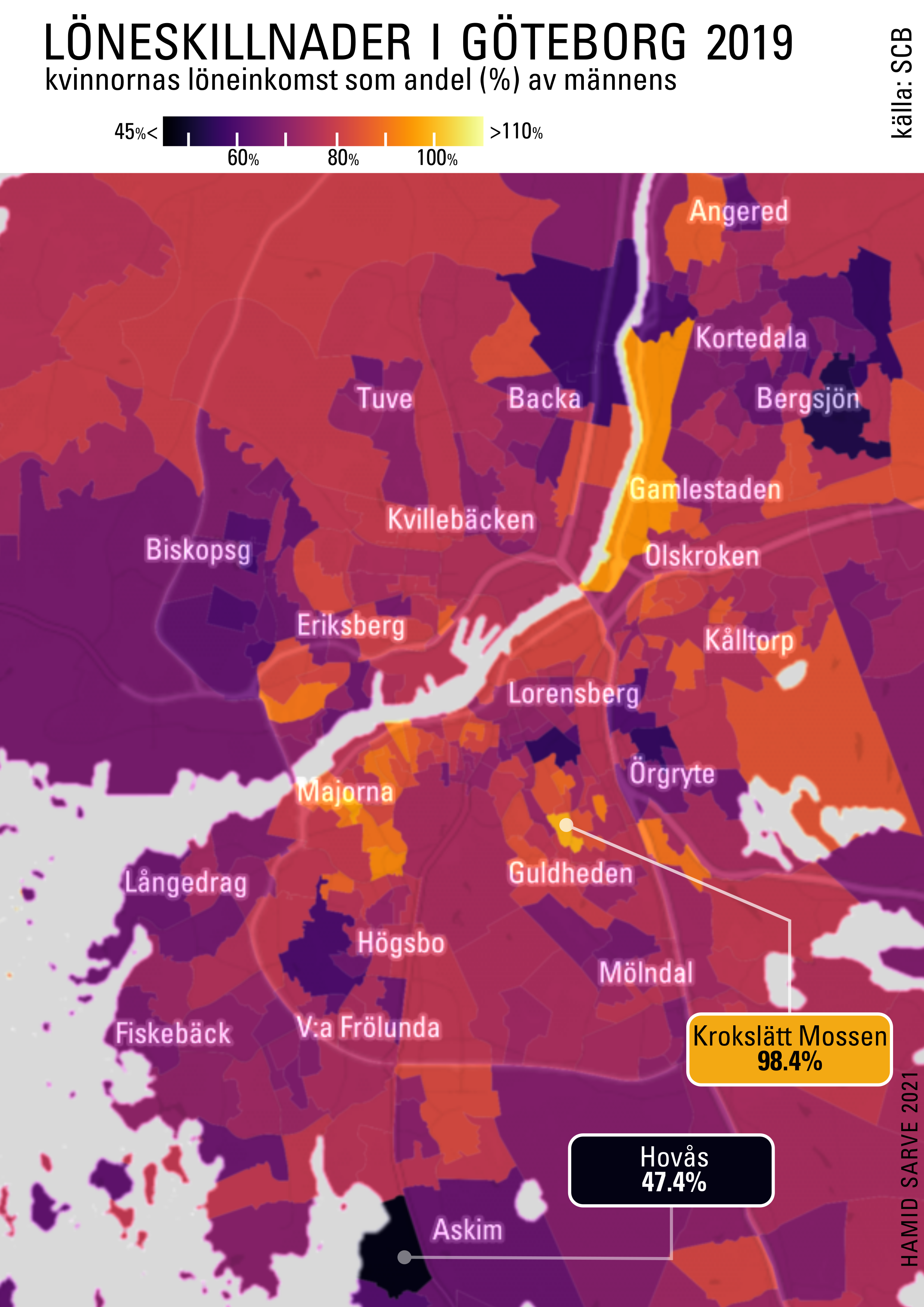
Kvinnornas löneinkomst som andel (%) av männens i Göteborg, inkomstår 2019.

## Möjliga orsaker
Medlingsinstitutet analyserar årligen löneskillnader mellan kvinnor och män är utifrån en uppdelning i ett bruttolönegap och ett nettolönegap. I det senare fallet används olika metoder såsom standardvägning eller regressionsanalys, där faktorer såsom yrke, sektor, utbildning eller ålder vägs in. Bruttolönegapet mellan kvinnor och män har minskat över tid. Minskningen mellan åren 2005 och 2018 var 5,6 procent. Bruttolönegapet var år 2018 10,7 procent medan nettolönegapet var 4,4 procent.
Kvinnors lägre inkomster i arbetsför ålder kan förklaras med en rad faktorer. En faktor är att män har ett högre arbetskraftsdeltagande än kvinnor. Den främsta anledningen till denna skillnad är att fler kvinnor än män står utanför arbetsmarknaden på grund av sjukdom. En annan faktor är att kvinnor är heltidsstuderande i större omfattning än män. Kvinnor utför även i högre utsträckning obetalt hemarbete. Särskilt stor är skillnaden i arbetskraftsdeltagande mellan kvinnor och män som är födda utanför Sverige och i synnerhet bland dem som är födda utanför Europa. En annan faktor som påverkar inkomster av anställning är sysselsättningsgraden. Skillnaderna i sysselsättningsgrad, dvs. om personer är sysselsatta eller arbetslösa är av mindre betydelse ur ett könsperspektiv. Men det finns en ungefärlig skillnad på fem procent till kvinnors nackdel. Arbetsmarknaden i Sverige liksom i omvärlden är starkt könssegregerad. Av sysselsatta kvinnor och män arbetar enbart cirka 15 procent inom yrken med jämn könsfördelning.
Att de flesta kvinnor och män arbetar inom olika yrken och olika sektorer ger ytterligare förklaringar till lönegapet. Detta hänger samman med att kvinnodominerat arbete generellt värderas lägre än manligt dominerat arbete med motsvarande kvalifikationskrav. Värdediskriminering är en term som beskriver detta förhållande. Förekomsten av värdediskriminering ligger även till grund för kravet på lika lön vid likvärdigt arbete.
Det faktum att löneskillnader därmed kan förklaras och att lönegapet därmed minskar innebär att skillnader i samhälleliga värderingar av kvinnodominerat och icke kvinnodominerat arbete kan framstå som en neutral faktor. I enlighet med traditionerna i den svenska modellen för lönebildning har staten inte sett som sin uppgift att agera aktivt mot denna form av värdediskriminering.  Mot denna tradition står målet om ekonomisk jämställdhet livet ut.Syftet med detta mål är att avskaffa både löneskillnader som kan förklaras, och som bland annat hänger samman med en strukturell undervärdering av kvinnodominerat arbete, och att avskaffa löneskillnader som framstår som oförklarade.
Könslönegap och inkomstgap
Inkomstskillnader i arbetsför ålder, där lön utgör den viktigaste inkomstkällan, påverkar kvinnors och mäns pensioner och därmed den totala livsinkomsten. Vid en sammanställning av inkomster tas hänsyn till lön, inkomst av näringsverksamhet, inkomst av kapital, effekter av transfereringar och pension. Inkomstgapet mellan kvinnor och män, baserat på 2017 års SCB siffror, var i åldersgruppen 20-64 år 20 procent och för personer 65 år och äldre 29 procent. Inkomstgapet är därmed avsevärt större än såväl brutto- som nettolönegapet.
Lönediskriminering
Inom olika akademiska discipliner definieras diskriminering på olika sätt. Detta blir uppenbart vid en jämförelse mellan hur diskrimineringsbegrepp används inom nationalekonomi, sociologi och juridik.
Grunden för jämförelser inom ämnet sociologi är att studera grupper i samhället. Sådana jämförelser kan exempelvis handla om situationen för personer som bor i ekonomiskt välbeställda områden jämfört med personer som bor i så kallade utanförskapsområden. Strukturell diskriminering är ett vanligt förekommande begrepp inom denna typ av forskning (inom discipliner som genusvetenskap eller rasismforskning). Diskrimineringsbegreppet inom klassisk nationalekonomi har en annan utgångspunkt. Inom nationalekonomi avser lönediskriminering en situation där kvinnor har lägre lön än män trots samma kompetens. Här ligger fokus på produktiviteten hos individen och huruvida lika produktiv arbetskraft ges olika lönenivå. Det finns flera teorier inom nationalekonomi där denna situation kan uppstå på en marknad med perfekt konkurrens. Teorierna fokuserar t.ex. på preferensdiskriminering och statistisk diskriminering. På senare tid har nya begrepp som attention discrimination tillkommit. Teorierna syftar till att förklara skillnader i lön för lika produktiva kvinnor och män. Diskriminering kan beskrivas som både moraliskt fel och samhällsekonomiskt ineffektiv.
Det juridiska diskrimineringsbegreppet karaktäriseras av att vara snävt definierat och bygger på att en specifik källa kan göras ansvarig.Det innebär att lönejämförelser enbart kan göras inom en och samma arbetsgivares verksamhet. Lönediskriminering kan vara direkt eller indirekt. Rekvisiten vid direkt diskriminering är att någon missgynnas, att det föreligger en jämförbar situation och att det finns ett samband med en diskrimineringsgrund, exempelvis kön. Begreppet indirekt diskriminering är uppbyggt kring begreppen missgynnande, jämförelse och intresseavvägning. Sverige fick förbud mot lönediskriminering år 1980. Sedan dess har endast något enstaka mål i Arbetsdomstolen lett till framgång för käranden.

### Arbetstid
En viktig förklaring till löneskillnaden mellan män och kvinnor är att män i genomsnitt arbetar betydligt fler timmar än kvinnor. Detta beror inte enbart på att fler kvinnor deltidsarbetar, utan även vid jämförelse av heltidsarbetande män och kvinnor (>35h) arbetar män i genomsnitt nästan 500 fler timmar (20%) än kvinnor. Samma mönster återses vid jämförelser av manliga och kvinnliga chefer. Kvinnor tillbringar dock närmare 450 timmar på hushållsarbete. Om betalt och obetalt arbete slås samman har kvinnor lika mycket, eller något mer, fritid än vad män har. Detta har varit sant sedan åtminstone 1990-talet. Amerikansk data visar att det är mer än dubbelt så många män som arbetar över 50 timmar i veckan än kvinnor (19% vs. 7%) och att skillnaden i absoluta tal varit mer eller mindre konstant sedan 90-talet. Även världens största studie på begåvade barn (barn som begåvningsmässigt tillhör de översta 1%) visade att det var dubbelt så många begåvade män jämfört med begåvade kvinnor arbetade 60-70 timmar i veckan vid vuxen ålder och endast 5% av de begåvade männen jobbade mindre än 40 timmar i veckan jämfört med drygt 25% av de begåvade kvinnorna. Även i Sverige arbetar män i dubbelt så hög utsträckning än kvinnor mer än 47 timmar i veckan och över 30% fler män arbetar mer än 40 timmar i veckan.

#### Deltidsarbete
Runt 30% av alla kvinnor arbetar deltid. Denna siffra har minskat från närmare 45 procent under 1980- och början av 1990-talet men har legat tämligen konstant sedan dess. Deltidsarbete innebär en lägre närvaro i form av kortare arbetstid och forskning visar att långa perioder av deltidsarbete medför en lägre löneutveckling för den deltidsarbetande, jämfört med om samma individ hade arbetat heltid. Deltidsarbetande har därför i genomsnitt en lägre lön per tidsenhet än heltidsarbetande. Detta kallas för deltidslönegap i forskningslitteraturen. Forskningen visar dessutom att mäns lön påverkas mer när de arbetar deltid jämfört med kvinnor. Bland välutbildade kvinnor i tjänstesektorn uppger en klar majoritet av alla kvinnor (65%) att de arbetar deltid frivilligt men bland kvinnor i LO är siffrorna det motsatta. Viljan att arbeta deltid är till viss del relaterad till hushållets totala ekonomi. När hushållets ekonomi tillåter ökar också benägenheten att gå ner i arbetstid för att till exempel ta hand om sina barn, eller någon äldre vuxen. Detta är den så kallade inkomsteffekten. En amerikansk Gallupundersökning från 2015 visade att bland föräldrar till barn under 18 år vill 56% av kvinnorna stanna hemma och ta hand om familjen jämfört med 26% av männen. Även bland de som inte har barn under 18 år föredrar 39% av kvinnorna att stanna hemma jämfört med 23% av männen, något som varit konstant de senaste 25 åren.

### Horisontell segregering och yrkesvärdering
Horisontell segregering åsyftar den grad som kvinnor och män arbetar inom olika yrken, branscher och sektorer. Kvinnor är generellt överrepresenterade i vård- och serviceorienterade yrken såsom förskollärare, sekreterare och undersköterskor i den offentliga sektorn medan män är överrepresenterade bland tekniska och manuella yrken som ingenjörer, tekniker, byggarbetare och mekaniker i den privata sektorn. Denna könssegregering mellan olika yrken har varit relativt oförändrad både i Sverige och Europa under de senaste decenniet och är den enskilt största förklaringen till den genomsnittliga löneskillnaderna mellan könen. 
Ett vanligt mått på segregering är ”segregeringsindex” (Duncan & Duncan Index). Indexet visar andelen kvinnor som måste byta yrke för att en jämn yrkesfördelning mellan könen skall uppnås. Värdet noll innebär att arbetsmarknaden har en helt jämn könsfördelning och värdet 100 anger en helt könssegregerad arbetsmarknad. Den genomsnittliga siffran i västvärlden ligger på strax över 50 där länder som Estland, Lettland, Slovakien och Finland har högst yrkessegregering och länder som Grekland, Rumänien, Malta och Italien har lägst. Sverige och övriga skandinaviska länder ligger en bit över genomsnittet för västvärlden. I genomsnitt skulle över hälften av alla kvinnor behöva byta till ett mansdominerat yrke för att könsfördelningen skulle bli helt jämn. Det är emellertid inte helt oproblematiskt att jämföra segregationsindex mellan länder och över tid då yrkesstrukturen kan förändras, det vill säga att nya yrkesgrupper uppstår, medan andra yrken har krympt eller ökat i omfång. Länder skiljer sig även i fråga om storleken på den offentliga sektorn vilket också påverkar resultaten. Förändringar i segregeringsindex skall därför, precis som alla andra jämställdhetsindex, endast ses som indikationer på utvecklingen.
Kvinnodominerade yrken inom kommuner och landsting tenderar att ha sämre löneutveckling för både kvinnor och män än konkurrensutsatta mansdominerade yrken inom privat sektor. Detta beror på att den svenska modellen bygger på att den konkurrensutsatta industrin är löneledande. Vidare finns det ingen forskning som visar att yrken som varit mansdominerade men blivit kvinnodominerade automatiskt skulle få lägre status och därmed sämre löneutveckling. Exempelvis har läraryrket fått sämre löneutveckling i samband med en ökning i andelen kvinnor samtidigt som revisorsyrket inte fått det. Även när det gäller läkaryrket, som har fått se sin status, lön och makt minska under de senaste decennierna, har det påvisats att orsaken varit exogena strukturella förändringar. I de fall ökad andel kvinnor i ett yrke sammanfaller med sämre lön går det inte att säga vad som är orsak och verkan. En förklaring är att fler män än kvinnor söker sig bort från yrken som får sämre löneutveckling vilket indirekt ökar kvinnornas andel. Det är inte heller så att yrken som är mansdominerade automatiskt har högre lön. Av de tjugofem yrken som har lägst lön i Sverige (<18 000kr/mån) är 4 mansdominerade, 8 har jämn könsfördelning och 13 är kvinnodominerade.

### Vertikal segregering och möjlighet till chefskarriär
Orsaken till att betydligt fler män än kvinnor avancerar till samhällets övre skikt har under senare år varit föremål för intensiv debatt. Från medialt och politiskt håll talas det ofta om att det skulle finnas ett slags ”glastak”, ett osynligt hinder som gör att kvinnor inte kan avancera i samma utsträckning som män. Detta brukar i regel motsägas av nationalekonomiska studier som, precis som i fallet med löneskillnader, tar hänsyn till individuell faktorer som ålder, utbildning, antal arbetade timmar, erfarenhet, hel- eller halvtidstjänst med mera. När dessa variabler tas i beaktande avancerar kvinnor lika snabbt eller snabbare än män med motsvarande kvalifikationer.
Med hjälp av detaljerad data över närmare 400 000 svenska arbetare mellan 1970 och 1990 kunde nordiska forskare i detalj uppskatta effekten av dessa individuella faktorer på möjligheten till avancemang inom svenska företag. När de jämförde kvinnor och män med samma bakgrundsvariabler konstaterade de: ”könsgapet...praktiskt taget försvann”. Deras slutsats var att det primärt är kvinnors val av utbildning och arbetade timmar (livsstilsval) som var orsaken till att kvinnor inte avancerade lika snabbt, och inte diskriminering. I en TIMBRO-rapport från 2014 konstaterar författaren att inte förekommer det någon statistisk diskriminering av kvinnor när det gäller att få en styrelsepost, efter kontroll för utbildning och erfarenhet. Tvärtom verkar kvinnliga ingenjörer ha högre sannolikhet att avancera jämfört med motsvarande män medan det inte är någon skillnad i sannolikhet bland manliga och kvinnliga civilekonomer. I en stor amerikansk studie jämfördes karriärutvecklingen hos 16 300 kvinnor och män som hade jämförbar bakgrund (ålder, utbildning, erfarenhet et cetera). Slutsatsen var att kvinnor inte bara tjänar mer än män utan även avancerar snabbare. Studien konstaterade också att orsaken till att det finns färre kvinnor på höga positioner är att fler kvinnor väljer att hoppa av karriären innan de nått toppen. En rapport från IFAU visar att det finns ett starkt samband mellan familjesituation och kvinnors representation på chefspositioner. Ensamstående och barnlösa män och kvinnor är chefer i ungefär samma utsträckning. Efter att män och kvinnor inlett ett sammanboende och/eller fått barn  uppträder emellertid ett könsgap som är bestående under återstoden av deras yrkesliv; medan männens karriärer går bättre sedan de fått barn stannar kvinnornas karriärer av.
Högskoleverket gjorde 2011 en omfattande statistiska analys av samtliga kvinnor (15 710) och män (29 005) som doktorerat mellan 1980 och 2007 för att utröna om det fanns några könsskillnader i avancemang. Deras slutsats: "...totalt sett små eller inga könsskillnader". De konstaterar för övrigt också att män generellt är mer produktiva än kvinnor. Science publicerade 2012 en stor studie på nära 3 000 personer från 14 universitet som följts under 19 år. Deras slutsats var att ”Totalt sett bibehålls och befordras män och kvinnor i samma utsträckning”. I en metastudie bestående av 353 725 ansökningar från 8 länder konstaterades det att kvinnor får sina vetenskapliga artiklar publicerade i exakt lika hög utsträckning som männen och att detta gällde studier från alla branscher, oavsett vilken tidpunkt eller land de var ifrån.

### Personlighet
Personligheten påverkar lönen. Vid traditionell personlighetsanalys enligt femfaktorteorin är skillnaden mellan män och kvinnor liten eller ej urskiljbar för vissa femfaktoraspekter, medan större skillnader kan urskiljas vid en del finare uppdelningar. Exempelvis kan samvetsgrannhet brytas upp i aspekterna flit (där män och kvinnor är likvärdiga) och ordningssamhet (där kvinnor har högre resultat, dock inte konsistent mellan kulturer, och resultaten försämras med åldern, medan män förbättrar sitt resultat med åldern). Om samvetsgrannhet har en positiv inverkan på lön och kvinnor är mer samvetsgranna borde  således detta ge högre lön till kvinnor.
Kvinnor är i högre grad vänliga än män och vänlighet är ett personlighetsdrag som korrelerar med sämre löneutveckling.. Speciellt blir kvinnor mer bestraffade för vänlighet trots att det överlag förutsäger sämre lön. Vänlighet på arbetsplatsen karakteriseras till exempel att en individ förhandlar utifrån andras intressen eller ger folk betydligt mer beröm än det motsatta. Vänlighetens motsats skulle vara att man förhandlar utifrån sitt eget intresse och framhäver hur bra man presterar själv i arbetsplatsen. 
Kvinnor är också i snitt mer konflikträdda och har sämre självförtroende än män, vilket inte är till deras fördel när det gäller att förhandla lön. Detta visas framförallt när de är yngre. Skillnaderna försvinner då de blir äldre. Lönförhandlingar går ut på att övertala och argumentera varför man borde få mer betalt. Dåligt självförtroende och tvivel över ens förmåga kan leda till att framförandet i förhandlingen inte blir lika övertygande, vilket ger företaget bättre förutsättningar att minimera löneökningen. Potentiella konflikter kan också uppstå eftersom det är två parter som argumenterar för olika intressen. Konflikt rädda människor tenderar att inte pressa lika hårt i förhandlingar på grund av potentiell konflikt, vilket i gengäld inte ger dem samma möjlighet till löneökning. Det finns risk för att man blir avskedad istället, om man är svår att förhandla med, men detta avspeglas inte i lönestatistik.

### Särartsfeministisk analys
Bland annat biologen Erik Svensson hävdar den särartsfeministiska uppfattningen att lönediskriminering existerar och ligger i att kvinnliga yrken ofta värderas lägre. Han menar samtidigt att biologin inte sätter några gränser för möjligheten att uppvärdera kvinnliga yrken, till exempel genom politiska beslut, fackligt arbete och attitydförändring.
Exempelvis utvecklar fler pojkar än flickor kunskaper och färdigheter om teknik och söker sig därför till tekniker- och ingenjörsyrken, medan fler kvinnor attraheras av omvårdande yrken. Dessa ger ofta lägre lön även i de fall där utbildningen är lika lång och har liknande förkunskapskrav.

### Likhetsfeministisk analys
Likhetsfeminismens utgångspunkt är att kvinnor och män föds med väsentligen lika intressen och förmågor, men att samhället har maktstrukturer som tidigt tilldelar kvinnor och män olika roller och socialt kön. Dessa strukturer kan förklaras med en modell som kallas för könsmaktsordningen. Även om patriarkala strukturer inte längre finns i lagstiftning utan tvärtom motverkas genom bland annat kvotering och pappamånader finns de ändå genom att barn tar efter vuxna förebilder, samt genom samhällets attityder och förväntningar. Då kvinnor traditionellt tilldelas ett större ansvar för hem och barn förutsätts det även på arbetsmarknaden att kvinnor tar ut mer av föräldraledigheten än deras män, är hemma med sjukt barn i högre grad än vad män är, och arbetar deltid i större utsträckning än deras män för att få ihop livspusslet. De normativa beteenden som skiljer mellan könen menar könsmaktsteoriernas förespråkare är en följd av samhälleliga sociala konstruktioner, vilka påverkar fostran av, bemötande av och förväntningar på individer utifrån deras könstillhörighet.
Vissa argumenterar för att det inte finns några biologiska skillnader mellan könen utöver de rent anatomiska, eller att de är så små att de saknar betydelse, en uppfattning som enligt ovan kritiseras av flera biologer och psykologer, bland annat Dahlström och Harvardprofessorn Steven Pinker. Pinker hävdar exempelvis att forskningen visar att människor i allmänhet underskattar könsskillnaderna. De så kallade biologistiska motargumenten har i sin tur också kritiserats av andra forskare som menar att eventuella skillnader överdrivs, felaktigt tolkas och är beroende av normativa föreställningar kring kön.
Vid en sammanfattande studie av forskning kring psykologiska könsskillnader (exempelvis matematisk eller verbal förmåga, ledarskap och yrkespreferenser) från 2004 fann man dock att skillnaderna mellan män och kvinnor i de flesta fall (78%) var små eller inga (d<0,35). Studien fann dock att 28 (22 %) av 124 undersökta variabler (exempelvis fysisk aggressivitet, viss spatial förmåga och kastfärdighet) uppvisade medelstora eller stora könsskillnader (d>0,36). Studien har också kritiserats för utesluta flera relevanta könsskillnader, exempelvis skillnader i intresse och yrkespreferenser samt skillnader i psykisk ohälsa och beteendeproblem.

## Källhänvisningar
1. ↑  ”Tackling the gender pay gap: From individual choices to institutional change”. UN Women. http://www.unwomen.org/en/digital-library/publications/2016/3/the-persistence-of-the-gender-pay-gap. Läst 14 maj 2016.
2. ↑  ”Equal Pay”. The White House. Arkiverad från originalet den 5 maj 2016. https://web.archive.org/web/20160505051744/https://www.whitehouse.gov/issues/equal-pay. Läst 14 maj 2016.
3. ↑  ”Rättsliga frågor - Lönegapet mellan könen”. Europeiska kommissionen. http://ec.europa.eu/justice/gender-equality/gender-pay-gap/index_sv.htm. Läst 14 maj 2016.
4. ↑  Lippa, Richard A. (June 2010). ”Sex differences in personality traits and gender-related occupational preferences across 53 nations: testing evolutionary and social-environmental theories”. Archives of Sexual Behavior 39 (3):  sid. 619–636. doi:10.1007/s10508-008-9380-7. ISSN 1573-2800. PMID 18712468. https://www.ncbi.nlm.nih.gov/pubmed/18712468. Läst 9 maj 2018.
5. ↑  Lippa, Richard A. (2010-10-20). ”Gender Differences in Personality and Interests: When, Where, and Why?” (på engelska). Social and Personality Psychology Compass 4 (11):  sid. 1098–1110. doi:10.1111/j.1751-9004.2010.00320.x. ISSN 1751-9004. https://onlinelibrary.wiley.com/doi/abs/10.1111/j.1751-9004.2010.00320.x. Läst 9 maj 2018.
6. 1 2  ”Lönegapet mellan kvinnor och män (2012)”. Arkiverad från originalet den 11 september 2014. https://web.archive.org/web/20140911021008/http://www.konj.se/download/18.768d17ac139d0d0248f1c9f/Lonegap-mellan-kvinnor-och-man-Lonebildningsrapporten-2012.pdf.
7. 1 2  ”Vad säger den officiella lönestatistiken om löneskillnaden mellan kvinnor och män 2010?” (pdf). Medlingsinstitutet. 6 september 2025. Arkiverad från originalet den 23 september 2016. https://web.archive.org/web/20160923092744/http://www.mi.se/files/PDF-er/att_bestalla/loneskillnader/skillnaden15.pdf.
8. ↑  ”Svårt för kvinnor få fast jobb”. https://www.svd.se/svart-for-kvinnor-fa-fast-jobb. Läst 10 november 2017.
9. ↑  ”Kvinna och chef - en karriär i motvind?”. http://chefstidningen.se/reportage/kvinna-och-chef-en-karriar-i-motvind. Läst 10 november 2017.
10. ↑  ”Svårt för kvinnor få fast jobb”. http://www.gp.se/svårt-för-kvinnor-få-fast-jobb-1.868813. Läst 10 november 2017.
11. 1 2 3 4 5  ”The Glass Ceiling in the U.S. and  Sweden: Lessons from the Family- Friendly Corner of  the World, 1970-1990”. Arkiverad från originalet den 9 mars 2012. https://web.archive.org/web/20120309034400/http://www.meyersson.com/glassceiling%28for%20art%29.pdf. Läst 8 augusti 2015.
12. ↑  ”Childless Women In Their Twenties Out-Earn Men. So?”. Forbes. http://www.forbes.com/sites/realspin/2014/02/24/childless-women-in-their-twenties-out-earn-men-so/#a19dc1f6bb05. Läst 23 februari 2016.
13. ↑  Association, Press (28 augusti 2015). ”The Guardian” (på brittisk engelska). ISSN 0261-3077. http://www.theguardian.com/money/2015/aug/29/women-in-20s-earn-more-men-same-age-study-finds. Läst 23 februari 2016.
14. 1 2 3  ”Fördelning av tid och inkomst (2010)”. Arkiverad från originalet den 22 augusti 2015. https://web.archive.org/web/20150822035907/http://www.svensktnaringsliv.se/migration_catalog/Rapporter_och_opinionsmaterial/Rapporters/fordelning-av-tid-och-inkomst_530775.html/binary/F%C3%B6rdelning%20av%20tid%20och%20inkomst#.
15. ↑  ”Kvinnors och mäns sjukfrånvaro (2011)”. http://www.ifau.se/sv/Forskning/Publikationer/Rapporter/2011/Kvinnors-och-mans-sjukfranvaro/.
16. 1 2  Peter Letmark. ”Kvinnor hindrar pappaledighet”. DN. http://www.dn.se/nyheter/politik/kvinnor-hindrar-pappaledighet/. Läst 24 februari 2005.
17. ↑  ”Ledarna vill ha delad föräldraförsäkring”. http://sverigesradio.se/sida/artikel.aspx?programid=83&artikel=6421936. Läst 10 november 2017.
18. ↑  ”Jämställdhet”. http://www.umo.se/Jag/Jamstalldhet/. Läst 10 november 2017.
19. ↑  ”Gender differences in the at-risk-of-poverty rate by age - 65 years or over”. Eurostat. https://ec.europa.eu/eurostat/databrowser/view/tespn240/default/bar?lang=en. Läst 23 april 2021.
20. ↑  ”Ny rapport: Äldre med låga inkomster | Pensionsmyndigheten”. www.pensionsmyndigheten.se. https://www.pensionsmyndigheten.se/nyheter-och-press/pressrum/ny-rapport-aldre-med-laga-inkomster. Läst 23 januari 2020.
21. ↑  ”Därför drabbas kvinnliga pensionärer hårdast”. Aftonbladet. https://www.aftonbladet.se/a/oRQLJm. Läst 23 april 2021.
22. ↑  AB, Lawline. ”Rätt till andra makens pension vid skilsmässa? - Bodelning - Lawline”. lawline.se. https://lawline.se/answers/ratt-till-andra-makens-pensionspengar-vid-skilsmassa. Läst 23 april 2021.
23. 1 2  ”Gender segregation in the labour market (2009)”. http://ec.europa.eu/social/main.jsp?catId=738&langId=sv&pubId=364&furtherPubs=yes.
24. ↑  http://www.oecd-ilibrary.org/social-issues-migration-health/close-the-gender-gap-now_9789264179370-en
25. ↑  Falk, Armin; Hermle, Johannes (2018-10-19). ”Relationship of gender differences in preferences to economic development and gender equality” (på engelska). Science. doi:10.1126/science.aas9899. https://www.science.org/doi/abs/10.1126/science.aas9899. Läst 24 maj 2025.
26. ↑  Lagercrantz, Maja (27 november 2018). ”Jordan B Peterson har delvis rätt om jämställdhetsparadoxen”. Sveriges Radio. https://sverigesradio.se/artikel/7099255. Läst 24 maj 2025.
27. ↑  Mac Giolla, Erik; Kajonius, Petri J. (2019-12). ”Sex differences in personality are larger in gender equal countries: Replicating and extending a surprising finding” (på engelska). International Journal of Psychology 54 (6):  sid. 705–711. doi:10.1002/ijop.12529. ISSN 0020-7594. https://onlinelibrary.wiley.com/doi/10.1002/ijop.12529. Läst 24 maj 2025.
28. ↑  ”likalönsfrågan - Uppslagsverk - NE”. www.ne.se. http://www.ne.se/uppslagsverk/encyklopedi/l%C3%A5ng/likal%C3%B6nsfr%C3%A5gan. Läst 15 januari 2016.
29. 1 2 3   (på engelska) Gender wage gap 2016-2019. OECD. doi:10.1787/7cee77aa-en. https://www.oecd-ilibrary.org/employment/gender-wage-gap/indicator/english_7cee77aa-en. Läst 22 april 2021.
30. 1 2  ”Löneskillnaden år 2019”. Medlingsinstitutet. https://www.mi.se/publikationer/loneskillnaden-ar-2019/. Läst 22 april 2021.
31. 1 2  Europeiska kommissionen. Closing the gender pay gap. Arkiverad 6 mars 2011 hämtat från the Wayback Machine. 2011-03-04.
32. ↑  Gender Partnership Group Faktablad 2011: Statistik som rör löneskillnaderna mellan könen för Sverige och EU, EU-kommissionen. (Hämtdatum 2011-05-11.)
33. ↑  ”Staffing patterns  prominent  in female-male earnings gap (1984)”. http://www.bls.gov/opub/mlr/1984/06/art5full.pdf. Läst 28 februari 2016.
34. ↑  Morgan, Laurie A.. ”Glass-Ceiling Effect or Cohort Effect? A Longitudinal Study of the Gender Earnings Gap for Engineers, 1982 to 1989”. American Sociological Review 63 (4):  sid. 479–493. doi:10.2307/2657263. ISSN 0003-1224. http://www.jstor.org/stable/2657263. Läst 28 februari 2016.
35. 1 2  ”Why Men Earn More (2005)”. https://zhenles.files.wordpress.com/2013/03/farrell-why-men-earn-more-the-startling-truth-behind-the-pay-gap-and-what-women-can-do-about-it.pdf. Läst 28 februari 2016.
36. ↑  Sowell, Thomas (1975-06-01) (på engelska). Affirmative Action Reconsidered: Was It Necessary in Academia?. Aei Pr. ISBN 9780844731995. http://www.amazon.com/Affirmative-Action-Reconsidered-Necessary-Evaluative/dp/0844731994. Läst 28 februari 2016
37. ↑  ”An Analysis of Reasons for the Disparity in Wages Between Men and Women (2009)”. Arkiverad från originalet den 8 oktober 2013. https://web.archive.org/web/20131008051216/http://www.consad.com/content/reports/Gender%20Wage%20Gap%20Final%20Report.pdf. Läst 28 februari 2016.
38. ↑  https://web.archive.org/web/20050310031039/http://www.ne.su.se/ed/pdf/25-1-emm.pdf
39. ↑  https://certatio.files.wordpress.com/2012/02/landstingsfc3b6rbundet-lc3b6nar-det-sig-lc3b6neutveckling-i-landsting-1994-2002.pdf
40. 1 2  ”Arkiverade kopian”. Arkiverad från originalet den 24 september 2016. https://web.archive.org/web/20160924145135/http://www.svensktnaringsliv.se/migration_catalog/lika-eller-inte-om-man-och-kvinnor-i-lonestatistiken_525961.html/BINARY/Lika%20eller%20inte%20-%20om%20m%C3%A4n%20och%20kvinnor%20i%20l%C3%B6nestatistiken. Läst 22 september 2016.
41. ↑  ”Arkiverade kopian”. Arkiverad från originalet den 29 september 2008. https://web.archive.org/web/20080929020344/http://www.mi.se/jamstallt/lev3_kvm_lon.html. Läst 30 december 2008.
42. ↑  ”Arkiverade kopian”. Arkiverad från originalet den 26 september 2016. https://web.archive.org/web/20160926234944/http://www.svensktnaringsliv.se/fragor/fakta-om-loner-och-arbetstid/fola2016/11-kvinnor-och-man-pa-den-svenska-arbetsmarknaden_647902.html. Läst 24 september 2016.
43. ↑  ”Vad är Näringslivets Yrkesklassifikation och SSYK?”. http://www.svensktnaringsliv.se/fragor/nyk14/vad-ar-naringslivets-yrkesklassifikation-och-ssyk_579036.html. Läst 24 september 2016.
44. ↑  ”Utvecklingen av löneskillnader mellan statsanställda kvinnor och män åren 2000-2015” (pdf). Arbetsgivarverket. 21 september 2025. Arkiverad från originalet den 23 september 2016. https://web.archive.org/web/20160923051607/https://www.arbetsgivarverket.se/globalassets/avtal-skrifter/rapporter/loneskillnader2015_rapport_20160524_sn.pdf#.
45. ↑  ”Arkiverade kopian”. Arkiverad från originalet den 3 april 2009. https://web.archive.org/web/20090403041548/http://www.scb.se/Pages/TableAndChart____149083.aspx. Läst 18 augusti 2009.
46. ↑  ”Löneskillnaden mellan kvinnor och män 2015; Vad säger den officiella lönestatistiken?” (pdf). Medlingsinstitutet. 25 september 2025. Arkiverad från originalet den 23 september 2016. https://web.archive.org/web/20160923092744/http://www.mi.se/files/PDF-er/att_bestalla/loneskillnader/skillnaden15.pdf. Läst 22 september 2016.
47. ↑  Almega (2008), "En naturlig lönedifferens: Här återfinns kvinnorna i topp"[död länk]
48. ↑  (red.), Susanne Fransson (2011). Tarifflöner och individuell lönesättning : en studie om kvinnors och mäns löner i transportsektorn. Nätverket jämställda löner. ISBN 9789163389221. OCLC 769775845. https://www.worldcat.org/oclc/769775845
49. ↑  ”Avtalsrörelsen och lönebildningen 2018, Medlingsinstitutet (2019).”. https://www.mi.se/app/uploads/AR18-1.pdf. Läst 8 februari 2020.
50. ↑  ”Arbetslöshet och sysselsättning i statistiken”. Ekonomifakta. https://www.ekonomifakta.se/Fakta/Arbetsmarknad/Arbetsmarknadens-uppdelning/Definitioner-pa-arbetsmarknaden/. Läst 8 februari 2020.
51. ↑  Se sida 16ff. https://www.regeringen.se/4ace09/globalassets/regeringen/dokument/socialdepartementet/jamstalldhet/makt-mal-och-myndighet---feministisk-politik-for-ett-jamstallt-samhalle-skr.-2016_17-10.pdf
52. ↑  ”Löneskillnader mellan kvinnor och män 2018, s. 43, Medlingsinstitutet (2019)”. https://www.mi.se/publikationer/2018-2/. Läst 8 februari 2020.
53. ↑  ”Delmål 2 i Regeringens jämställdhetspolitiska mål”. https://www.regeringen.se/artiklar/2017/01/mer-om-jamstalldhetspolitikens-mal/. Läst 8 februari 2020.
54. ↑  ”Ds 2016:19 Jämställda pensioner?”. https://www.regeringen.se/rattsliga-dokument/departementsserien-och-promemorior/2016/06/ds-201619/. Läst 8 februari 2020.
55. ↑  ”SCB”. https://www.scb.se/hitta-statistik/statistik-efter-amne/levnadsforhallanden/jamstalldhet/jamstalldhetsstatistik/pong/tabell-och-diagram/indikatorer/ekonomisk-jamstalldhet/. Läst 8 februari 2020.
56. ↑   Att förstå lagstiftning om diskriminering och mänskliga rättigheter. 2017. sid. 29-64
57. ↑  ”Begreppet strukturell diskriminering beskrivs utförligt exempelvis i SOU 2005:56”. https://www.regeringen.se/rattsliga-dokument/statens-offentliga-utredningar/2005/06/sou-200556/. Läst 8 februari 2020.
58. ↑  ”För en närmare genomgång av olika diskrimineringsbegrepp inom nationalekonomisk forskning, se Anna Thoursie, Varför tjänar kvinnor mindre, LO (2004)”. https://www.lo.se/home/lo/res.nsf/vres/lo_fakta_1366027492914_varfor_tjanar_pdf/$file/Varfor%20tjanar.pdf. Läst 8 februari 2020.
59. ↑  ”Attention Discrimination: Theory and Field Experiments with Monitoring Information Acquisition : American Economic Review vol. 106, no. 6, June 2016 (pp. 1437-75)”. https://www.aeaweb.org/articles?id=10.1257/aer.20140571. Läst 8 februari 2020.
60. ↑  ”Se EU-domstolens dom C-320/00 Lawrence, p.18.”. http://curia.europa.eu/juris/showPdf.jsf?text=&docid=47665&pageIndex=0&doclang=sv&mode=lst&dir=&occ=first&part=1&cid=4946573. Läst 8 februari 2020.
61. ↑   Diskrimineringslagen, en kommentar. För utförlig beskrivning, se Fransson och Stüber, Diskrimineringslagen, en kommentar, Norstedts juridik.. 2015
62. ↑  ”AD 1996 nr 79”. https://lagen.nu/dom/ad/1996:79. Läst 8 februari 2020.
63. ↑  ”AD 1995 nr 158”. https://lagen.nu/dom/ad/1995:158. Läst 8 februari 2020.
64. ↑  ”På tal om kvinnor och män (2012)”. Arkiverad från originalet den 31 oktober 2013. https://web.archive.org/web/20131031153155/http://www.scb.se/statistik/_publikationer/LE0201_2012A01_BR_X10BR1201.pdf.
65. ↑  Cha, Youngjoo; Weeden, Kim A.. ”Overwork and the Slow Convergence in the Gender Gap in Wages” (på engelska). American Sociological Review 79 (3):  sid. 457–484. doi:10.1177/0003122414528936. ISSN 0003-1224. http://asr.sagepub.com/content/79/3/457. Läst 24 februari 2016.
66. ↑  ”Study of Mathematically Precocious Youth After 35 Years (2006)”. https://my.vanderbilt.edu/smpy/files/2013/02/DoingPsychScience20061.pdf. Läst 20 februari 2016.
67. ↑  ”Heltidsarbetare - arbetsmarknadens åsnor? (2010)”. Arkiverad från originalet den 26 augusti 2010. https://web.archive.org/web/20100826065445/http://www.timbro.se/bokhandel/pdf/9175667706.pdf. Läst 24 februari 2016.
68. ↑  ”Children a Key Factor in Women's Desire to Work Outside the Home”. Gallup.com. http://www.gallup.com/poll/186050/children-key-factor-women-desire-work-outside-home.aspx. Läst 24 februari 2016.
69. 1 2  ”Den svenska lönestrukturen ur ett könsperspektiv (2014)”. Arkiverad från originalet den 15 augusti 2015. https://web.archive.org/web/20150815145530/http://jamstalldhetiarbetslivet.se/wp-content/uploads/2014/12/SOU-2014_81_total.pdf.
70. ↑  Löneskillnaden mellan kvinnor och män / Vilka är orsakerna?, EU-kommissionens webbplats - arkiverad på web.archive.org 2009-04-05.
71. ↑  ”Industrins löneledande roll ligger fast”. Arkiverad från originalet den 15 juni 2015. https://web.archive.org/web/20150615154235/http://www.svensktnaringsliv.se/fragor/avtalsrorelsen/industrins-loneledande-roll-ligger-fast_616354.html. Läst 13 juni 2015.
72. ↑  ”http://www.lakartidningen.se/OldPdfFiles/2001/22516.pdf”. www.lakartidningen.se. Arkiverad från originalet den 15 juni 2015. https://web.archive.org/web/20150615110425/http://www.lakartidningen.se/OldPdfFiles/2001/22516.pdf. Läst 13 juni 2015.
73. ↑  ”Här är de nya kvinnoyrkena”. Arkiverad från originalet den 25 maj 2012. https://archive.is/20120525205052/http://www.unt.se/inc/print/haumlr-aumlr-de-nya-kvinnoyrkena-193214-Default.aspx.
74. 1 2  ”Gender Differences in Executive Compensation and Job Mobility (2011)”. http://humcap.uchicago.edu/RePEc/hka/wpaper/Gayle_Golan_Miller_2011_gender-differences-executive.pdf.
75. 1 2  ”Forskarkarriär för både kvinnor och män? (2011)”. Arkiverad från originalet den 10 september 2015. https://web.archive.org/web/20150910132718/http://hsv.se/download/18.1ff6bf9c146adf4b496743/1404208759184/1106R+Forskarkarri%C3%A4r+f%C3%B6r+b%C3%A5de+kvinnor+och+m%C3%A4n+-+statistisk+uppf%C3%B6ljning+och+kunskaps%C3%B6versikt.pdf.
76. 1 2  ”Equal prospects for both sexes in science (2012)”. http://www.nature.com/news/equal-prospects-for-both-sexes-in-science-1.10053#/b1.
77. ↑  ”Mindre mångfald med kvotering (2014)”. Arkiverad från originalet den 6 mars 2016. https://web.archive.org/web/20160306122803/http://timbro.se/sites/timbro.se/files/files/reports/rapport_mindre-mangfald-med-kvotering.pdf. Läst 28 februari 2016.
78. ↑  ”IFAU rapport 2007:25 Kvinnors underrepresentation på chefspositioner – en familjeangelägenhet?”. http://www.ifau.se/globalassets/pdf/se/2007/r07-25.pdf. Läst 2 november 2016.
79. ↑  ”No gender bias identified in peer-review of grant applications : Peer-to-Peer”. blogs.nature.com. http://blogs.nature.com/peer-to-peer/2009/06/no_gender_bias_identified_in_p_1.html. Läst 8 augusti 2015.
80. 1 2  Yanna J. Weisberg,  Colin G. DeYoung,  Jacob B. Hirsh (2011), "Gender Differences in Personality across the Ten Aspects of the Big Five" Läst 2018-12-05
81. ↑  Angelina R. Sutin, Paul T. Costa, Jr., Richard Miech, and William W. Eaton(2009), "Personality and Career Success: Concurrent and Longitudinal Relations" Läst 2018-12-05
82. ↑  Anita Staneva (2017), "How skills and personality traits contribute to the gender pay gap" Läst 2018-12-05
83. ↑  Jack Zenger(2018), "The Confidence Gap In Men And Women: Why It Matters And How To Overcome It" Läst 2018-12-05
84. ↑  Erik Svensson (2005), "Konservativ familjesyn i biologisk förklädnad" Arkiverad 22 november 2008 hämtat från the Wayback Machine., Yelah 12 mars
85. ↑  Dahlström, A. (2006). Könet sitter i hjärnan, Neo, nr 3.
86. ↑  ”THE SCIENCE OF GENDER AND SCIENCE, PINKER VS. SPELKE”. http://edge.org/3rd_culture/debate05/debate05_index.html. Läst 10 april 2015.
87. ↑  http://www.dn.se/debatt/pahittade-fakta-om-konsbiologi-utgor-missbruk-av-forskarroll
88. ↑  http://psycnet.apa.org/journals/amp/60/6/581/
89. ↑  ”The gender reality hypothesis (2006)”. http://psycnet.apa.org/psycinfo/2006-11202-013. Läst 10 april 2015.